# Ubisoft Toronto
Ubisoft Toronto Inc. ist ein kanadischer Videospielentwickler und eine Tochtergesellschaft von Ubisoft mit Sitz in Toronto, Ontario. Das Studio wurde am 6. Juli 2009 von Ubisoft angekündigt, wobei die Regierung von Ontario Ubisoft 260 Millionen US-Dollar zusicherte, um 800 neue Arbeitsplätze in der Region Ontario zu schaffen. Der Standort des Studios wurde am 4. Dezember 2009 von Ubisoft bestätigt.
Unter der Leitung der Produzentin von Assassin’s Creed, Jade Raymond, entwickelte das Studio Tom Clancy’s Splinter Cell: Blacklist, den letzten Teil der Splinter-Cell-Serie von Tom Clancy, in Zusammenarbeit mit Ubisoft Montreal. Im November 2011 wurde bekanntgegeben, dass das Studio die Entwicklung des neuen Spiels Rainbow Six Siege unterstützen werde.

## Entwickelte Spiele
| Jahr | Titel                                 | Plattform(en) | Plattform(en) | Plattform(en) | Plattform(en) | Plattform(en) | Plattform(en) | Plattform(en) | Plattform(en) |
| Jahr | Titel                                 | PS3           | PS4           | Wii U         | PC            | X360          | XONE          | Switch        | Stadia        |
| ---- | ------------------------------------- | ------------- | ------------- | ------------- | ------------- | ------------- | ------------- | ------------- | ------------- |
| 2013 | Tom Clancy’s Splinter Cell: Blacklist | ja            | nein          | ja            | ja            | ja            | nein          | nein          | nein          |
| 2014 | Assassin’s Creed Unity                | nein          | ja            | nein          | ja            | nein          | ja            | nein          | nein          |
| 2014 | Far Cry 4                             | ja            | ja            | nein          | ja            | ja            | ja            | nein          | nein          |
| 2015 | Tom Clancy’s Rainbow Six Siege        | nein          | ja            | nein          | ja            | nein          | ja            | nein          | nein          |
| 2016 | Far Cry Primal                        | nein          | ja            | nein          | ja            | nein          | ja            | nein          | nein          |
| 2016 | Watch Dogs 2                          | nein          | ja            | nein          | ja            | nein          | ja            | nein          | nein          |
| 2017 | For Honor                             | nein          | ja            | nein          | ja            | nein          | ja            | nein          | nein          |
| 2018 | Far Cry 5                             | nein          | ja            | nein          | ja            | nein          | ja            | nein          | nein          |
| 2018 | Starlink: Battle for Atlas            | nein          | ja            | nein          | ja            | nein          | ja            | ja            | nein          |
| 2020 | Watch Dogs: Legion                    | nein          | ja            | nein          | ja            | nein          | ja            | nein          | ja            |
| 2021 | Far Cry 6                             | nein          | ja            | nein          | ja            | nein          | ja            | nein          | ja            |